# Liste von Stadt- und Gemeindewerken
Diese Liste schafft einen Überblick über die existierenden Stadt- und Gemeindewerke sowie Kommunale Versorgungsunternehmen (auch Kommunalwerke genannt) in verschiedenen Ländern.

## Deutschland
| Name (Abkürzung/Marke) | Kommune(n) | Land                     |  |
| --- | --- | ------------------------ |  |
| Aachener Stadtbetrieb Stadtwerke Aachen (STAWAG) Aachener Straßenbahn und Energieversorgungs-AG (ASEAG)                         | Aachen | Nordrhein-Westfalen      |  |
| Albstadtwerke | Albstadt | Baden-Württemberg        |  |
| Stadtwerke Ahlen | Ahlen | Nordrhein-Westfalen      |  |
| Stadtwerke Altena | Altena | Nordrhein-Westfalen      |  |
| Zweckverband Mittelhessische Wasserwerke (ZMW)                                                                                  | Amöneburg, Biebertal, Buseck, Cölbe, Dautphetal, Ebsdorfergrund, Fronhausen, Gießen, Gladenbach, Heuchelheim, Hüttenberg, Kirchhain, Kirtorf, Lahnau, Lahntal, Langgöns, Linden, Lohra, Marburg, Neustadt (Hessen), Pohlheim, Rauschenberg, Schöffengrund, Stadtallendorf, Weimar (Lahn), Wettenberg, Wetter (Hessen), Wetzlar | Hessen                   |  |
| Städtische Werke Angermünde | Angermünde | Brandenburg              |  |
| Stadtwerke Annaberg-Buchholz | Annaberg-Buchholz | Sachsen                  |  |
| Stadtwerke Ansbach | Ansbach | Bayern                   |  |
| Stadtwerke Arnstadt | Arnstadt | Thüringen                |  |
| Stadtwerke Aschaffenburg | Aschaffenburg | Bayern                   |  |
| Stadtwerke Aschersleben | Aschersleben | Sachsen-Anhalt           |  |
| Stadtwerke Aue | Aue-Bad Schlema | Sachsen                  |  |
| Stadtwerke Augsburg (swa) | Augsburg | Bayern                   |  |
| Stadtwerke Aurich | Aurich | Niedersachsen            |  |
| Stadtwerke Backnang | Backnang | Baden-Württemberg        |  |
| Stadtwerke Bad Aibling | Bad Aibling | Bayern                   |  |
| Stadtwerke Bad Brückenau | Bad Brückenau | Bayern                   |  |
| Stadtwerke Bad Harzburg | Bad Harzburg | Niedersachsen            |  |
| Bad Honnef AG (BHAG) | Bad Honnef | Nordrhein-Westfalen      |  |
| Stadtwerke Bad Kissingen | Bad Kissingen | Bayern                   |  |
| Stadtwerke Bad Langensalza (SWL)                                                                                                | Bad Langensalza | Thüringen                |  |
| Stadtwerke Bad Nauheim | Bad Nauheim | Hessen                   |  |
| Stadtwerke Bad Oeynhausen | Bad Oeynhausen | Nordrhein-Westfalen      |  |
| Vereinigte Stadtwerke | Bad Oldesloe | Schleswig-Holstein       |  |
| Stadtwerke Bad Pyrmont | Bad Pyrmont | Niedersachsen            |  |
| Stadtwerke Bad Salzuflen (StwBS)                                                                                                | Bad Salzuflen | Nordrhein-Westfalen      |  |
| Stadtwerke Bad Saulgau | Bad Saulgau | Baden-Württemberg        |  |
| Stadtwerke Bad Tölz | Bad Tölz | Bayern                   |  |
| Stadtwerke Bad Vilbel | Bad Vilbel | Hessen                   |  |
| Stadtwerke Bad Wildbad | Bad Wildbad | Baden-Württemberg        |  |
| Stadtwerke Baden-Baden | Baden-Baden | Baden-Württemberg        |  |
| Gemeindewerke Baiersbronn | Baiersbronn | Baden-Württemberg        |  |
| Stadtwerke Bamberg (STWB) | Bamberg | Bayern                   |  |
| Stadtwerke Barmstedt (Der kleine Gallier)                                                                                       | Barmstedt | Schleswig-Holstein       |  |
| Stadtwerke Barth | Barth | Mecklenburg-Vorpommern   |  |
| Stadtwerke Baunatal | Baunatal | Hessen                   |  |
| Energie- und Wasserwerke Bautzen (EWB)                                                                                          | Bautzen | Sachsen                  |  |
| Stadtwerke Bayreuth | Bayreuth | Bayern                   |  |
| Berliner Stadtwerke Berliner Wasserbetriebe (BWB) Berliner Stadtreinigung (BSR)                                                 | Berlin | Berlin                   |  |
| Stadtwerke Bernburg | Bernburg (Saale) | Sachsen-Anhalt           |  |
| Stadtwerke Bexbach | Bexbach | Saarland                 |  |
| Stadtwerke Biberach | Biberach an der Riß | Baden-Württemberg        |  |
| Abwasserverband Mittlere Salzböde (AMS)                                                                                         | Biebertal, Gladenbach, Lohra | Hessen                   |  |
| Stadtwerke Biedenkopf (SWB) | Biedenkopf | Hessen                   |  |
| Stadtwerke Bielefeld | Bielefeld | Nordrhein-Westfalen      |  |
| Stadtwerke Bietigheim-Bissingen                                                                                                 | Bietigheim-Bissingen | Baden-Württemberg        |  |
| Stadtwerke Bitterfeld-Wolfen | Bitterfeld-Wolfen | Sachsen-Anhalt           |  |
| Energie- u. Wasserversorgung Bitz                                                                                               | Bitz | Baden-Württemberg        |  |
| Stadtwerke Blankenburg | Blankenburg (Harz) | Sachsen-Anhalt           |  |
| Bocholter Energie- und Wasserversorgung (BEW)                                                                                   | Bocholt | Nordrhein-Westfalen      |  |
| Stadtwerke Bochum | Bochum | Nordrhein-Westfalen      |  |
| Stadtwerke Böhmetal (SWBT) | Walsrode, Bad Fallingbostel (Böhmetal) | Niedersachsen            |  |
| Stadtwerke Bonn (SWB) | Bonn | Nordrhein-Westfalen      |  |
| Nordseeheilbad Borkum GmbH | Borkum | Niedersachsen            |  |
| Gas- und Wärmedienst Börnsen | Börnsen | Schleswig-Holstein       |  |
| Stadtwerke Bramsche | Bramsche | Niedersachsen            |  |
| Stadtwerke Brandenburg | Brandenburg an der Havel | Brandenburg              |  |
| Braunschweiger Versorgungs-AG (BS\|ENERGY)                                                                                      | Braunschweig | Niedersachsen            |  |
| swb | Bremen und Bremerhaven | Bremen                   |  |
| Stadtwerke Bretten (KraichgauEnergie)                                                                                           | Bretten | Baden-Württemberg        |  |
| Stadtwerke Bruchsal | Bruchsal | Baden-Württemberg        |  |
| Stadtwerke Brühl | Brühl | Nordrhein-Westfalen      |  |
| Stadtwerke Brunsbüttel | Brunsbüttel | Schleswig-Holstein       |  |
| Stadtwerke Buchen | Buchen | Baden-Württemberg        |  |
| Stadtwerke Buchholz | Buchholz | Niedersachsen            |  |
| Stadtwerke Burg | Burg (bei Magdeburg) | Sachsen-Anhalt           |  |
| Abwasserverband Wiesecktal (AVW)                                                                                                | Buseck, Grünberg, Reiskirchen | Hessen                   |  |
| Wasserverband Kleebach (WK) | Butzbach, Gießen, Hüttenberg, Langgöns, Linden, Pohlheim, Wetzlar | Hessen                   |  |
| Stadtwerke Bühl | Bühl | Baden-Württemberg        |  |
| Energie- und Wasserversorgung Bünde                                                                                             | Bünde | Nordrhein-Westfalen      |  |
| Stadtwerke Celle | Celle | Niedersachsen            |  |
| Stadtwerke Clausthal-Zellerfeld                                                                                                 | Clausthal-Zellerfeld | Niedersachsen            |  |
| Städtische Werke Überlandwerke Coburg (SÜC)                                                                                     | Coburg | Bayern                   |  |
| Stadtwerke Coesfeld | Coesfeld | Nordrhein-Westfalen      |  |
| Stadtwerke Cottbus | Cottbus | Brandenburg              |  |
| Stadtwerke Crailsheim | Crailsheim | Baden-Württemberg        |  |
| Stadtwerke Crimmitschau | Crimmitschau | Sachsen                  |  |
| Stadtwerke Dachau | Dachau | Bayern                   |  |
| Entega | Darmstadt, Darmstadt-Eberstadt, Biblis, Biebesheim, Erzhausen, Groß-Rohrheim, Riedstadt, Stockstadt am Rhein, Weiterstadt | Hessen                   |  |
| Versorgungsbetriebe Dautphetal                                                                                                  | Dautphetal | Hessen                   |  |
| Stadtwerke Deggendorf | Deggendorf | Bayern                   |  |
| Technische Werke Delitzsch | Delitzsch | Sachsen                  |  |
| Stadtwerke Delmenhorst | Delmenhorst | Niedersachsen            |  |
| Dessauer Versorgungs- und Verkehrsgesellschaft (DVV) Stadtwerke Dessau                                                          | Dessau-Roßlau | Sachsen-Anhalt           |  |
| Stadtwerke Detmold | Detmold | Nordrhein-Westfalen      |  |
| Stadtwerke Dillingen | Dillingen/Saar | Saarland                 |  |
| Donau-Stadtwerke-Dillingen-Lauingen (DSDL)                                                                                      | Dillingen an der Donau | Bayern                   |  |
| Stadtwerke Ditzingen | Ditzingen | Baden-Württemberg        |  |
| Stadtwerke Döbeln | Döbeln | Sachsen                  |  |
| Stadtwerke Dreieich | Dreieich | Hessen                   |  |
| Stadtwerke Dülmen | Dülmen | Nordrhein-Westfalen      |  |
| Dortmunder Stadtwerke (DSW21)                                                                                                   | Dortmund | Nordrhein-Westfalen      |  |
| SachsenEnergie | Dresden | Sachsen                  |  |
| Stadtwerke Duisburg Duisburger Versorgungs- und Verkehrsgesellschaft (DVV)                                                      | Duisburg | Nordrhein-Westfalen      |  |
| Stadtwerke Düren (SWD) | Düren | Nordrhein-Westfalen      |  |
| Stadtwerke Düsseldorf (SWD) | Düsseldorf | Nordrhein-Westfalen      |  |
| Stadtwerke Ebermannstadt | Ebermannstadt | Bayern                   |  |
| Stadtwerke Eberswalde | Eberswalde | Brandenburg              |  |
| Eichsfeldwerke (EW) | Heiligenstadt | Thüringen                |  |
| Stadtwerke Eilenburg (SE) | Eilenburg | Sachsen                  |  |
| Stadtwerke Einbeck | Einbeck | Niedersachsen            |  |
| Eins Energie in Sachsen (Eins)                                                                                                  | Chemnitz | Sachsen                  |  |
| Eisenacher Versorgungsbetriebe (evb)                                                                                            | Eisenach | Thüringen                |  |
| Stadtwerke Eisenberg Energie (SWE)                                                                                              | Eisenberg (Thüringen) | Thüringen                |  |
| Stadtwerke Ellwangen | Ellwangen | Baden-Württemberg        |  |
| Stadtwerke Elmshorn | Elmshorn | Schleswig-Holstein       |  |
| Stadtwerke Emden | Emden | Niedersachsen            |  |
| Stadtwerke Emmendingen | Emmendingen | Baden-Württemberg        |  |
| Emmericher Gesellschaft für kommunale Dienstleistungen (EGD) Stadtwerke Emmerich (SWE) Technische Werke Emmerich am Rhein (TWE) | Emmerich | Nordrhein-Westfalen      |  |
| Stadtwerke Emsdetten | Emsdetten | Nordrhein-Westfalen      |  |
| Energie- und Wasserversorgung Bünde (EWB)                                                                                       | Bünde | Nordrhein-Westfalen      |  |
| Stadtwerke Erding | Erding | Bayern                   |  |
| Stadtwerke Erfurt (SWE) | Erfurt | Thüringen                |  |
| Stadtwerke Erkrath | Erkrath | Nordrhein-Westfalen      |  |
| Erlanger Stadtwerke (ESTW) | Erlangen | Bayern                   |  |
| Stadtwerke Eschwege GmbH | Eschwege | Hessen                   |  |
| Stadtwerke Espelkamp | Espelkamp | Nordrhein-Westfalen      |  |
| Stadtwerke Essen | Essen | Nordrhein-Westfalen      |  |
| Stadtwerke Esslingen (SWE) | Esslingen am Neckar | Baden-Württemberg        |  |
| Stadtwerke Ettlingen (SWE) | Ettlingen | Baden-Württemberg        |  |
| Stadtwerke Eutin (SWE) | Eutin | Schleswig-Holstein       |  |
| Stadtwerke EVB Huntetal | Diepholz, SG Rehden, SG Barnstorf, Wagenfeld | Niedersachsen            |  |
| Ferngasgesellschaft Albstadt-Gammertingen                                                                                       | Albstadt, Gammertingen | Baden-Württemberg        |  |
| Ferngasgesellschaft Albstadt-Winterlingen                                                                                       | Albstadt, Winterlingen | Baden-Württemberg        |  |
| Stadtwerke Flensburg | Flensburg | Schleswig-Holstein       |  |
| Stadtwerke Forst (SWF) | Forst | Brandenburg              |  |
| Stadtwerke Frankfurt am Main | Frankfurt am Main | Hessen                   |  |
| Stadtwerke Frankfurt (Oder) | Frankfurt (Oder) | Brandenburg              |  |
| Stadtwerke Freising | Freising | Bayern                   |  |
| Technische Werke Freital | Freital | Sachsen                  |  |
| Technische Werke Friedrichshafen                                                                                                | Friedrichshafen | Baden-Württemberg        |  |
| Stadtwerk am See | Friedrichshafen, Überlingen | Baden-Württemberg        |  |
| Zweckverband Mittelhessische Abwasserwerke (ZMA)                                                                                | Fronhausen, Gladenbach, Lahntal, Münchhausen (am Christenberg), Neustadt (Hessen), Rauschenberg, Wetter (Hessen) | Hessen                   |  |
| Stadtwerke Fürstenfeldbruck | Fürstenfeldbruck | Bayern                   |  |
| Stadtwerke Fröndenberg | Fröndenberg | Nordrhein-Westfalen      |  |
| infra fürth | Fürth | Bayern                   |  |
| Stadtwerke Gaggenau | Gaggenau | Baden-Württemberg        |  |
| Gemeindewerke Garmisch-Partenkirchen                                                                                            | Garmisch-Partenkirchen | Bayern                   |  |
| Stadtwerke Geesthacht | Geesthacht | Schleswig-Holstein       |  |
| Stadtwerke Geldern | Geldern | Nordrhein-Westfalen      |  |
| Stadtwerke Gelsenkirchen | Gelsenkirchen | Nordrhein-Westfalen      |  |
| Stadtwerke Georgsmarienhütte | Georgsmarienhütte | Niedersachsen            |  |
| Energieversorgung Gera (EGG) | Gera | Thüringen                |  |
| Stadtwerke Gießen (SWG) | Gießen | Hessen                   |  |
| Mittelhessische Wasserbetriebe (MWB)                                                                                            | Gießen | Hessen                   |  |
| Stadtwerke Gifhorn | Gifhorn | Niedersachsen            |  |
| Stadtwerke Goch | Goch | Nordrhein-Westfalen      |  |
| Stadtwerke Görlitz (SWG) | Görlitz | Sachsen                  |  |
| Stadtwerke Gotha | Gotha | Thüringen                |  |
| Stadtwerke Göttingen | Göttingen | Niedersachsen            |  |
| Stadtwerke Greifswald | Greifswald | Mecklenburg-Vorpommern   |  |
| Stadtwerke Greven | Greven | Nordrhein-Westfalen      |  |
| Stadtwerke Grevesmühlen | Grevesmühlen | Mecklenburg-Vorpommern   |  |
| Stadtwerke Güstrow | Güstrow | Mecklenburg-Vorpommern   |  |
| Stadtwerke Gütersloh (SWG) | Gütersloh | Nordrhein-Westfalen      |  |
| Halberstadtwerke | Halberstadt | Sachsen-Anhalt           |  |
| Stadtwerke Haldensleben | Haldensleben | Sachsen-Anhalt           |  |
| Stadtwerke Halle (SWH) | Halle (Saale) | Sachsen-Anhalt           |  |
| Stadtwerke Haltern am See | Haltern am See | Nordrhein-Westfalen      |  |
| Hamburg Wasser Hamburger Energiewerke (Hamburg Energie/Wärme Hamburg) Gasnetz Hamburg                                           | Hamburg | Hamburg                  |  |
| Stadtwerke Hamm | Hamm | Nordrhein-Westfalen      |  |
| Stadtwerke Hameln | Hameln | Niedersachsen            |  |
| Stadtwerke Hannover (enercity) Versorgungs- und Verkehrsgesellschaft Hannover                                                   | Hannover | Niedersachsen            |  |
| HaseEnergie | SG Bersenbrück | Niedersachsen            |  |
| Stadtwerke Harsewinkel | Harsewinkel | Nordrhein-Westfalen      |  |
| Stadtwerke Havelberg | Havelberg | Sachsen-Anhalt           |  |
| Stadtwerk Haßfurt | Haßfurt | Bayern                   |  |
| Stadtwerke Heidelberg (SWH) | Heidelberg | Baden-Württemberg        |  |
| Stadtwerke Heilbronn | Heilbronn | Baden-Württemberg        |  |
| Stadtwerke Hemer | Hemer | Nordrhein-Westfalen      |  |
| Stadtwerke Herford | Herford | Nordrhein-Westfalen      |  |
| Hertener Stadtwerke | Herten | Nordrhein-Westfalen      |  |
| Stadtwerke Herne | Herne | Nordrhein-Westfalen      |  |
| Stadtwerke Herrenberg | Herrenberg | Baden-Württemberg        |  |
| Stadtwerke Hettstedt | Hettstedt | Sachsen-Anhalt           |  |
| Gemeindewerke Heusweiler (GWH)                                                                                                  | Heusweiler | Saarland                 |  |
| Stadtwerke Hilden | Hilden | Nordrhein-Westfalen      |  |
| Stadtwerke Hildesheim | Hildesheim | Niedersachsen            |  |
| Stadtwerke Hockenheim | Hockenheim | Baden-Württemberg        |  |
| Stadtwerke Hof | Hof | Bayern                   |  |
| Gemeindewerke Holzkirchen | Holzkirchen (Oberbayern) | Bayern                   |  |
| Stadtwerke Holzminden | Holzminden | Niedersachsen            |  |
| Stadtwerke Homburg | Homburg | Saarland                 |  |
| Stadtwerke Hünfeld | Hünfeld | Hessen                   |  |
| Stadtwerke Husum | Husum | Schleswig-Holstein       |  |
| Stadtwerke Ilmenau | Ilmenau | Thüringen                |  |
| Stadtwerke Ingolstadt (SWI) | Ingolstadt | Bayern                   |  |
| Stadtwerke Iserlohn | Iserlohn | Nordrhein-Westfalen      |  |
| Stadtwerke Itzehoe | Itzehoe | Schleswig-Holstein       |  |
| Stadtwerke Jena | Jena | Thüringen                |  |
| Technische Werke Kaiserslautern                                                                                                 | Kaiserslautern | Rheinland-Pfalz          |  |
| GSW Gemeinschaftsstadtwerke GmbH Kamen-Bönen-Bergkamen (GSW)                                                                    | Bergkamen, Bönen, Kamen | Nordrhein-Westfalen      |  |
| Stadtwerke Karlsruhe (SWK) | Karlsruhe | Baden-Württemberg        |  |
| Energieversorgung Lohr-Karlstadt und Umgebung                                                                                   | Lohr am Main und Karlstadt | Bayern                   |  |
| EAM Netz | Kassel, Hessen, Südniedersachsen, Teile von Thüringen, Nordrhein-Westfalen und Rheinland-Pfalz | Hessen                   |  |
| Kasseler Verkehrs- und Versorgungs-GmbH (KVV) Städtische Werke                                                                  | Kassel | Hessen                   |  |
| Vereinigte Wertach-Elektrizitätswerke                                                                                           | Kaufbeuren, Marktoberdorf, Mindelheim | Bayern                   |  |
| Stadtwerke Kevelaer | Kevelaer | Nordrhein-Westfalen      |  |
| Stadtwerke Kiel | Kiel | Schleswig-Holstein       |  |
| Stadtwerke Kierspe | Kierspe | Nordrhein-Westfalen      |  |
| Abwasserverband Stadtallendorf-Kirchhain (AAK)                                                                                  | Kirchhain, Rauschenberg, Stadtallendorf | Hessen                   |  |
| Gemeindewerke Kirkel GmbH | Kirkel | Saarland                 |  |
| Koblenzer Elektrizitätswerk und Verkehrs-AG                                                                                     | Koblenz | Rheinland-Pfalz          |  |
| Stadtwerke Köln (SWK) | Köln | Nordrhein-Westfalen      |  |
| Stadtwerke Konstanz | Konstanz | Baden-Württemberg        |  |
| Köthen Energie | Köthen | Sachsen-Anhalt           |  |
| Stadtwerke Krefeld (SWK) | Krefeld | Nordrhein-Westfalen      |  |
| Stadtwerke Kulmbach | Kulmbach | Bayern                   |  |
| Stadtwerke Landsberg | Landsberg am Lech | Bayern                   |  |
| Stadtwerke Landshut | Landshut | Bayern                   |  |
| Stadtwerke Langen | Langen | Hessen                   |  |
| Stadtwerke Leipzig (SWL) | Leipzig | Sachsen                  |  |
| Stadtwerke Lemgo (SWLE) | Lemgo | Nordrhein-Westfalen      |  |
| Stadtwerke Lengerich (SWL) | Lengerich (Westfalen) | Nordrhein-Westfalen      |  |
| Stadtwerke Lichtenstein (SWL)                                                                                                   | Lichtenstein | Sachsen                  |  |
| Stadtwerke Lippstadt | Lippstadt | Nordrhein-Westfalen      |  |
| Stadtwerke Lübbecke | Lübbecke, Rahden (Gas) | Nordrhein-Westfalen      |  |
| Stadtwerke Löbau | Löbau | Sachsen                  |  |
| Stadtwerke Löhne | Löhne (Westfalen) | Nordrhein-Westfalen      |  |
| LokalWerke GmbH | Ahaus | Nordrhein-Westfalen      |  |
| Stadtwerke Lübeck (SWL) | Lübeck | Schleswig-Holstein       |  |
| Städtische Betriebswerke Luckenwalde                                                                                            | Luckenwalde | Brandenburg              |  |
| Stadtwerke Ludwigsburg-Kornwestheim (SWLB)                                                                                      | Ludwigsburg, Kornwestheim | Baden-Württemberg        |  |
| Stadtwerke Ludwigsfelde | Ludwigsfelde | Brandenburg              |  |
| Technische Werke Ludwigshafen                                                                                                   | Ludwigshafen am Rhein | Rheinland-Pfalz          |  |
| Stadtwerke Lünen | Lünen | Nordrhein-Westfalen      |  |
| Stadtwerke Lutherstadt Eisleben                                                                                                 | Eisleben | Sachsen-Anhalt           |  |
| Stadtwerke Lutherstadt Wittenberg                                                                                               | Wittenberg | Sachsen-Anhalt           |  |
| Städtische Werke Magdeburg | Magdeburg | Sachsen-Anhalt           |  |
| Stadtwerke Mainz (MSW) | Mainz | Rheinland-Pfalz          |  |
| Stadtwerke Malchow | Malchow | Mecklenburg-Vorpommern   |  |
| Stadtwerke Marburg (SWMR) | Marburg | Hessen                   |  |
| Abwasserverband Marburg | Marburg, Cölbe, Weimar (Lahn) | Hessen                   |  |
| Stadtwerke Marienberg | Marienberg | Sachsen                  |  |
| Stadtwerke Meerane | Meerane | Sachsen                  |  |
| Stadtwerke Meerbusch (stm) | Meerbusch | Nordrhein-Westfalen      |  |
| Stadtwerke Meiningen (SWM) | Meiningen | Thüringen                |  |
| Meißener Stadtwerke GmbH (MSW)                                                                                                  | Meißen | Sachsen                  |  |
| Stadtwerke Memmingen | Memmingen | Bayern                   |  |
| Stadtwerke Menden | Menden (Sauerland) | Nordrhein-Westfalen      |  |
| Stadtwerke Merseburg (SWM) | Merseburg | Sachsen-Anhalt           |  |
| Stadtwerke Metzingen | Metzingen | Baden-Württemberg        |  |
| Stadtwerke Minden | Minden | Nordrhein-Westfalen      |  |
| Vereinigte Stadtwerke | Mölln | Schleswig-Holstein       |  |
| Stadtwerke Mössingen | Mössingen | Baden-Württemberg        |  |
| Stadtwerke Mühlhausen | Mühlhausen/Thüringen | Thüringen                |  |
| Stadtwerke Mühlheim am Main | Mühlheim am Main | Hessen                   |  |
| Stadtwerke Münchberg | Münchberg | Bayern                   |  |
| Stadtwerke München (SWM) | München | Bayern                   |  |
| Stadtwerke Münster | Münster | Nordrhein-Westfalen      |  |
| Technische Werke Naumburg (TWN)                                                                                                 | Naumburg | Sachsen-Anhalt           |  |
| Neubrandenburger Stadtwerke (neu.sw)                                                                                            | Neubrandenburg | Mecklenburg-Vorpommern   |  |
| Stadtwerke Neuenstadt am Kocher (SWN)                                                                                           | Neuenstadt am Kocher | Baden-Württemberg        |  |
| Stadtwerke Neuffen (SWN) | Neuffen | Baden-Württemberg        |  |
| Stadtwerke Neu-Isenburg | Neu-Isenburg | Hessen                   |  |
| Stadtwerke Neumarkt in der Oberpfalz (SWN)                                                                                      | Neumarkt in der Oberpfalz | Bayern                   |  |
| Stadtwerke Neumünster (SWN) | Neumünster | Schleswig-Holstein       |  |
| Stadtwerke Neuss (SWN) | Neuss | Nordrhein-Westfalen      |  |
| Stadtwerke Neustadt a. d. Aisch (Neustadtwerke)                                                                                 | Neustadt an der Aisch | Bayern                   |  |
| Stadtwerke Neustadt an der Orla (SWN)                                                                                           | Neustadt an der Orla | Thüringen                |  |
| Stadtwerke Neustadt b. Coburg (SWN)                                                                                             | Neustadt bei Coburg | Bayern                   |  |
| Stadtwerke Neustrelitz | Neustrelitz | Mecklenburg-Vorpommern   |  |
| Stadtwerke Neuwied (SWN) | Neuwied | Rheinland-Pfalz          |  |
| Stadtwerke Niederkassel | Niederkassel | Nordrhein-Westfalen      |  |
| Stadtwerke Nienburg/Weser | Nienburg/Weser | Niedersachsen            |  |
| Stadtwerke Norderney | Norderney | Niedersachsen            |  |
| Stadtwerke Norden | Norden | Niedersachsen            |  |
| Städtische Werke Nürnberg (StWN)                                                                                                | Nürnberg | Bayern                   |  |
| Stadtwerke Nürtingen (SWN) | Nürtingen | Baden-Württemberg        |  |
| Stadtwerke Norderstedt | Norderstedt | Schleswig-Holstein       |  |
| Energieversorgung Nordhausen GmbH (EVN)                                                                                         | Nordhausen | Thüringen                |  |
| Stadtwerke Northeim (SWN) | Northeim | Niedersachsen            |  |
| Stadtwerke Nortorf (SWN) | Nortorf | Schleswig-Holstein       |  |
| Stadtwerke Oberhausen (STOAG) Energieversorgung Oberhausen (EVO)                                                                | Oberhausen | Nordrhein-Westfalen      |  |
| Stadtwerke Oberkirch (SWO) | Oberkirch | Baden-Württemberg        |  |
| Stadtwerke Oberursel (Taunus) GmbH                                                                                              | Oberursel (Taunus) | Hessen                   |  |
| Stadtwerke Ochtrup | Ochtrup | Nordrhein-Westfalen      |  |
| Stadtwerke Oelsnitz (Vogtl.) (SWOE)                                                                                             | Oelsnitz/Vogtl. | Sachsen                  |  |
| Stadtwerke Oerlinghausen | Oerlinghausen | Nordrhein-Westfalen      |  |
| Stadtwerke Olching | Olching | Bayern                   |  |
| Stadtwerke Oranienburg | Oranienburg | Brandenburg              |  |
| Stadtwerke Osnabrück | Osnabrück | Niedersachsen            |  |
| Technische Werke Osning (TWO)                                                                                                   | Halle (Westfalen) (Osning) | Nordrhein-Westfalen      |  |
| Stadtwerke Parchim | Parchim | Mecklenburg-Vorpommern   |  |
| Stadtwerke Pasewalk | Pasewalk | Mecklenburg-Vorpommern   |  |
| Stadtwerke Passau | Passau | Bayern                   |  |
| Stadtwerke Peine | Peine | Niedersachsen            |  |
| Stadtwerke Penzberg | Penzberg | Bayern                   |  |
| Stadtwerke Pfaffenhofen | Pfaffenhofen an der Ilm | Bayern                   |  |
| Stadtwerke Pfarrkirchen | Pfarrkirchen | Bayern                   |  |
| Pfalzwerke | Ludwigshafen am Rhein | Rheinland-Pfalz          |  |
| Stadtwerke Pforzheim (SWP) | Pforzheim | Baden-Württemberg        |  |
| Stadtwerke Pinneberg | Pinneberg | Schleswig-Holstein       |  |
| Stadtwerke Pirmasens (STWPS) | Pirmasens | Rheinland-Pfalz          |  |
| Stadtwerke Pirna (SWP) | Pirna | Sachsen                  |  |
| Eigenbetrieb Wasserwerke Pohlheim (EWP)                                                                                         | Pohlheim | Hessen                   |  |
| Stadtwerke Potsdam | Potsdam | Brandenburg              |  |
| Stadtwerke Pritzwalk | Pritzwalk | Brandenburg              |  |
| Stadtwerke Prenzlau | Prenzlau | Brandenburg              |  |
| Stadtwerke Pulheim | Pulheim | Nordrhein-Westfalen      |  |
| Stadtwerke Quedlinburg | Quedlinburg | Sachsen-Anhalt           |  |
| Stadtwerke Quickborn | Quickborn | Schleswig-Holstein       |  |
| Stadtwerke Radevormwald (SWR.)                                                                                                  | Radevormwald | Nordrhein-Westfalen      |  |
| Stadtwerke Radolfzell | Radolfzell | Baden-Württemberg        |  |
| Stadtwerke Rastatt (starEnergiewerke)                                                                                           | Rastatt | Baden-Württemberg        |  |
| Stadtwerke Ratingen (SWR) | Ratingen | Nordrhein-Westfalen      |  |
| Vereinigte Stadtwerke | Ratzeburg | Schleswig-Holstein       |  |
| Stadtwerke Raunheim | Raunheim | Hessen                   |  |
| Stadtwerke Regensburg | Regensburg | Bayern                   |  |
| Stadtwerke Reichenbach | Reichenbach im Vogtland | Sachsen                  |  |
| Stadtwerke Remscheid (SR) | Remscheid | Nordrhein-Westfalen      |  |
| Stadtwerke Rendsburg | Rendsburg | Schleswig-Holstein       |  |
| Stadtwerke Reutlingen (SWR) | Reutlingen | Baden-Württemberg        |  |
| Stadtwerke Rhede (SWR) | Rhede | Nordrhein-Westfalen      |  |
| Stadtwerke Rheine | Rheine | Nordrhein-Westfalen      |  |
| Stadtwerke Rheinsberg (SWR) | Rheinsberg | Brandenburg              |  |
| Stadtwerke Rinteln | Rinteln | Niedersachsen            |  |
| Stadtwerke Rodgau | Rodgau | Hessen                   |  |
| Stadtwerke Rosenheim (SWRO) | Rosenheim | Bayern                   |  |
| Stadtwerke Rostock | Rostock | Mecklenburg-Vorpommern   |  |
| Stadtwerke Rotenburg (Wümme) | Rotenburg (Wümme) | Niedersachsen            |  |
| Stadtwerke Roth | Roth | Bayern                   |  |
| Stadtwerke Rottenburg am Neckar (SWR)                                                                                           | Rottenburg am Neckar | Baden-Württemberg        |  |
| ENRW Energieversorgung Rottweil                                                                                                 | Rottweil | Baden-Württemberg        |  |
| Energieversorgung Rudolstadt (EVR)                                                                                              | Rudolstadt | Thüringen                |  |
| Stadtwerke Rüsselsheim | Rüsselsheim am Main | Hessen                   |  |
| Stadtwerke Saalfeld | Saalfeld | Thüringen                |  |
| Stadtwerke Saarbrücken (SWS) | Saarbrücken | Saarland                 |  |
| e-werk Sachsenwald | Aumühle, Barsbüttel, Glinde, Oststeinbek, Reinbek, Wentorf, Wohltorf | Schleswig-Holstein       |  |
| Stadtwerke Salzgitter (WEVG) | Salzgitter | Niedersachsen            |  |
| Stadtwerke Sangerhausen | Sangerhausen | Sachsen-Anhalt           |  |
| Stadtwerke Schifferstadt | Schifferstadt | Rheinland-Pfalz          |  |
| Schleswiger Stadtwerke | Schleswig | Schleswig-Holstein       |  |
| Stadtwerke Schneverdingen-Neuenkirchen                                                                                          | Schneverdingen und Neuenkirchen | Niedersachsen            |  |
| Gemeindewerke Schutterwald | Schutterwald | Baden-Württemberg        |  |
| Stadtwerke Schönebeck | Schönebeck (Elbe) | Sachsen-Anhalt           |  |
| Stadtwerke Schorndorf | Schorndorf | Baden-Württemberg        |  |
| Technische Werke Schussental (TWS)                                                                                              | Ravensburg (Schussental) | Baden-Württemberg        |  |
| Stadtwerke Schwabach | Schwabach | Bayern                   |  |
| Stadtwerke Schwäbisch Hall | Schwäbisch Hall | Baden-Württemberg        |  |
| Stadtwerke Schramberg | Schramberg | Baden-Württemberg        |  |
| Stadtwerke Schwarzenberg | Schwarzenberg | Sachsen                  |  |
| Stadtwerke Schwedt | Schwedt | Brandenburg              |  |
| Stadtwerke Schweinfurt | Schweinfurt | Bayern                   |  |
| Stadtwerke Schwentinental | Schwentinental | Schleswig-Holstein       |  |
| Stadtwerke Schwerin (SWS) | Schwerin | Mecklenburg-Vorpommern   |  |
| Stadtwerke Schwerte (SWS/Ruhrpower)                                                                                             | Schwerte | Nordrhein-Westfalen      |  |
| Stadtwerke Sehnde | Sehnde | Niedersachsen            |  |
| Siegener Versorgungsbetriebe (SVB)                                                                                              | Siegen | Nordrhein-Westfalen      |  |
| Stadtwerke Sigmaringen | Sigmaringen | Baden-Württemberg        |  |
| Stadtwerke Sindelfingen | Sindelfingen | Baden-Württemberg        |  |
| Stadtwerke Singen | Singen | Baden-Württemberg        |  |
| Stadtwerke Solingen (Verkehrsbetrieb) Stadtwerke Solingen (Versorgungsabteilung) SWS Netze Solingen                             | Solingen | Nordrhein-Westfalen      |  |
| Stadtwerke Soltau | Soltau | Niedersachsen            |  |
| Stadtwerke Sömmerda | Sömmerda | Thüringen                |  |
| Stadtwerke Spremberg (SWS) | Spremberg | Brandenburg              |  |
| Stadtwerke Springe | Springe | Niedersachsen            |  |
| Stadtwerke Stadtallendorf | Stadtallendorf | Hessen                   |  |
| Stadtwerke Stadtroda | Stadtroda | Thüringen                |  |
| Stadtwerke Staßfurt | Staßfurt | Sachsen-Anhalt           |  |
| Stadtwerke Stein (StSt) | Stein | Bayern                   |  |
| Stadtwerke Steinfurt | Steinfurt | Nordrhein-Westfalen      |  |
| Stadtwerke Stendal | Stendal | Sachsen-Anhalt           |  |
| Stadtwerke Stralsund | Stralsund | Mecklenburg-Vorpommern   |  |
| Stadtwerke – Strom Plauen | Plauen | Sachsen                  |  |
| Stadtwerke Stuttgart | Stuttgart | Baden-Württemberg        |  |
| Stadtwerke Suhl/Zella-Mehlis (SWSZ)                                                                                             | Suhl/Zella-Mehlis | Thüringen                |  |
| Stadtwerke Tecklenburger Land                                                                                                   | Hörstel, Hopsten, Ibbenbüren, Lotte (Westfalen), Mettingen, Recke (Westfalen), Westerkappeln | Nordrhein-Westfalen      |  |
| Stadtwerk Tauberfranken | Bad Mergentheim (Region Tauberfranken) | Baden-Württemberg        |  |
| Stadtwerk Teterow | Teterow | Mecklenburg-Vorpommern   |  |
| Stadtwerke Tornesch | Tornesch | Schleswig-Holstein       |  |
| Stadtwerke Traunreut | Traunreut | Bayern                   |  |
| Stadtwerke Traunstein | Traunstein | Bayern                   |  |
| Stadtwerke Trier (SWT) | Trier | Rheinland-Pfalz          |  |
| Stadtwerke Troisdorf (SWT) | Troisdorf | Nordrhein-Westfalen      |  |
| Stadtwerke Trossingen (SWTro)                                                                                                   | Trossingen | Baden-Württemberg        |  |
| Stadtwerke Tübingen (SWT) | Tübingen | Baden-Württemberg        |  |
| Stadtwerke Tuttlingen (SWT) | Tuttlingen | Baden-Württemberg        |  |
| Stadtwerke Überlingen (SWÜ) | Überlingen | Baden-Württemberg        |  |
| Stadtwerke Uelzen | Uelzen | Niedersachsen            |  |
| Stadtwerke Uetersen (Sue) | Uetersen | Schleswig-Holstein       |  |
| Stadtwerke Ulm/Neu-Ulm (SWU) | Ulm, Neu-Ulm | Baden-Württemberg Bayern |  |
| Stadtwerke Unna | Unna | Nordrhein-Westfalen      |  |
| Stadtwerke Uslar (SWU) | Uslar | Niedersachsen            |  |
| Gemeindewerke Vaterstetten | Vaterstetten | Bayern                   |  |
| Vereinigte Stadtwerke | Bad Oldesloe, Mölln, Ratzeburg | Schleswig-Holstein       |  |
| Stadtwerke Velbert | Velbert | Nordrhein-Westfalen      |  |
| Stadtwerke Versmold | Versmold | Nordrhein-Westfalen      |  |
| Stadtwerke Viernheim | Viernheim | Hessen                   |  |
| Stadtwerke Villingen-Schwenningen (SVS)                                                                                         | Villingen-Schwenningen | Baden-Württemberg        |  |
| Stadtwerke Völklingen | Völklingen | Saarland                 |  |
| Gemeindewerke Wachtendonk | Wachtendonk | Nordrhein-Westfalen      |  |
| Stadtwerke Waldkraiburg GmbH | Waldkraiburg | Bayern                   |  |
| Stadtwerke Waltrop | Waltrop | Nordrhein-Westfalen      |  |
| Stadtwerke Wangen im Allgäu | Wangen im Allgäu | Baden-Württemberg        |  |
| Stadtwerke Warburg | Warburg | Nordrhein-Westfalen      |  |
| Stadtwerke Waren (SWW) | Waren | Mecklenburg-Vorpommern   |  |
| Warsteiner Verbundgesellschaft (WVG)                                                                                            | Warstein | Nordrhein-Westfalen      |  |
| Stadtwerke Wasserburg | Wasserburg am Inn | Bayern                   |  |
| Stadtwerke Wedel | Wedel | Schleswig-Holstein       |  |
| Stadtwerke Weinheim (SWW) | Weinheim, Weinheim-Sulzbach, Weinheim-Lützelsachsen, Weinheim-Hohensachsen, Gorxheimertal | Baden-Württemberg        |  |
| Stadtwerke Weimar Stadtversorgungs-GmbH                                                                                         | Weimar | Thüringen                |  |
| Stadtwerke Weilheim i.OB | Weilheim in Oberbayern | Bayern                   |  |
| Stadtwerke Weißenfels | Weißenfels | Sachsen-Anhalt           |  |
| Stadtwerke Weißwasser (SWW) | Weißwasser | Sachsen                  |  |
| Stadtwerke Werdau | Werdau | Sachsen                  |  |
| Stadtwerke Werl | Werl | Nordrhein-Westfalen      |  |
| Stadtwerke Wernigerode (SWW) | Wernigerode | Sachsen-Anhalt           |  |
| Stadtwerke Wertheim | Wertheim | Baden-Württemberg        |  |
| Stadtwerke Wesel (SWW) | Wesel | Nordrhein-Westfalen      |  |
| Stadtwerke Wesseling | Wesseling | Nordrhein-Westfalen      |  |
| Stadtwerke Wetter (Hessen) | Wetter (Hessen) | Hessen                   |  |
| Stadtwerke Wiesbaden (ESWE) | Wiesbaden | Hessen                   |  |
| Stadtwerke Wilhelmshaven | Wilhelmshaven | Niedersachsen            |  |
| Stadtwerke Willich (stw) | Willich | Nordrhein-Westfalen      |  |
| Stadtwerke Wismar | Wismar | Mecklenburg-Vorpommern   |  |
| Stadtwerke Witten | Witten | Nordrhein-Westfalen      |  |
| Stadtwerke Wittenberge | Wittenberge | Brandenburg              |  |
| Wasserverband Wittlage | Bad Essen, Belm, Bissendorf, Bohmte, Ostercappeln | Niedersachsen            |  |
| Stadtwerke Witzenhausen | Witzenhausen | Hessen                   |  |
| Stadtwerke Wolfenbüttel | Wolfenbüttel | Niedersachsen            |  |
| Stadtwerke Wolfsburg | Wolfsburg | Niedersachsen            |  |
| Stadtwerke Wolmirstedt | Wolmirstedt | Sachsen-Anhalt           |  |
| Stadtwerke Wunstorf | Wunstorf | Niedersachsen            |  |
| Wuppertaler Stadtwerke | Wuppertal | Nordrhein-Westfalen      |  |
| Würzburger Versorgungs- und Verkehrs-GmbH (WVV)                                                                                 | Würzburg | Bayern                   |  |
| Stadtwerke Zeitz (SWZ) | Zeitz | Sachsen-Anhalt           |  |
| Stadtwerke Zerbst | Zerbst | Sachsen-Anhalt           |  |
| Stadtwerke Zittau | Zittau | Sachsen                  |  |
| Stadtwerke Zweibrücken | Zweibrücken | Rheinland-Pfalz          |  |
| Stadtwerke Zwickau GmbH | Zwickau | Sachsen                  |  |

## Österreich
| Name (Abkürzung/Marke)                     | Kommune         | Land             |
| ------------------------------------------ | --------------- | ---------------- |
| Stadtwerke Amstetten                       | Amstetten       | Niederösterreich |
| Stadtwerke Feldkirch                       | Feldkirch       | Vorarlberg       |
| Holding Graz                               | Graz            | Steiermark       |
| Stadtwerke Innsbruck                       | Innsbruck       | Tirol            |
| Stadtwerke Judenburg                       | Judenburg       | Steiermark       |
| Stadtwerke Kapfenberg                      | Kapfenberg      | Steiermark       |
| Stadtwerke Klagenfurt (STW)                | Klagenfurt      | Kärnten          |
| Stadtwerke Kufstein (STWK)                 | Kufstein        | Tirol            |
| Stadtwerke Leoben                          | Leoben          | Steiermark       |
| Stadtwerke Linz                            | Linz            | Oberösterreich   |
| Salzburg AG, ehemals Salzburger Stadtwerke | Salzburg        | Salzburg         |
| Stadtwerke Schwaz                          | Schwaz          | Tirol            |
| Stadtwerke Steyr                           | Steyr           | Oberösterreich   |
| Wiener Stadtwerke                          | Wien            | Wien             |
| Stadtwerke Wiener Neustadt                 | Wiener Neustadt | Niederösterreich |
| Stadtwerke Wörgl                           | Wörgl           | Tirol            |

## Schweiz
| Name (Abkürzung/Zeichen)                 | Stadt / Gemeinde              | Kanton      |
| ---------------------------------------- | ----------------------------- | ----------- |
| Industrielle Werke Basel (IWB)           | Basel                         | Basel-Stadt |
| Energie Wasser Bern (ewb)                | Bern                          | Bern        |
| Energie Service Biel/Bienne (ESB)        | Biel und Umgebung             | Bern        |
| Services Industriels (Viteos SA)         | La Chaux-de-Fonds             | Neuenburg   |
| IBC Energie Wasser Chur                  | Chur                          | Graubünden  |
| Services industriels de Delémont (SID)   | Delsberg                      | Jura        |
| St.Galler Stadtwerke                     | St. Gallen                    | St. Gallen  |
| Services Industriels de Genève           | Genf                          | Genf        |
| Industrielle Betriebe Interlaken         | Interlaken, Matten, Unterseen | Bern        |
| Services industriels de Lausanne (SiL)   | Lausanne                      | Waadt       |
| Aziende Industriali di Lugano (AIL)      | Lugano                        | Tessin      |
| EWL Energie Wasser Luzern Holding (ewl)  | Luzern und Umgebung           | Luzern      |
| Stadtwerk Winterthur                     | Winterthur                    | Zürich      |
| Yverdon-les-Bains Énergies               | Yverdon-les-Bains             | Waadt       |
| Elektrizitätswerk der Stadt Zürich (EWZ) | Zürich                        | Zürich      |